# Donald Segretti
Donald H. Segretti alias Donald Simmons (* 17. September 1941 in San Marino, Kalifornien) ist ein US-amerikanischer Rechtsanwalt und wurde für die Wiederwahl des US-Präsidenten Richard Nixon eingesetzt. Er setzte die sogenannten Dirty Tricks (genannt „Rattenficken“) gegen die Demokraten in der Watergate-Affäre ein.

## Leben und Werk
Segretti besuchte die University of Southern California. Dort lernte er eine Menge Freunde kennen, die später in einer Arbeitsbeziehung zu Nixon bzw. seinen engeren Mitarbeitern standen: Dwight Chapin (der später Nixons Tagesprogramm-Sekretär wurde und Segretti dem Stabschef Harry Robbins Haldeman empfahl); Tim Elbourne (Ron Zieglers Assistent – Pressechef des Weißen Hauses); Bart Porter (späterer Terminabteilungsleiter von CREEP) und Michael Cuhin (Assistent von Henry Kissinger). Bereits an der Universität war es normal, die Studentenwahlen durch illegale Tricks zu manipulieren, und Segretti war einer der Eifrigsten.
Danach studierte Segretti in Cambridge Jura. Er leistete zwölf Monate seinen Wehrdienst in Long Binh, Vietnam in der Nähe von Saigon beim Nachschub ab. Danach erwarb er sich den Ruf eines Liberalen und vertrat vor Gericht Wehrdienstverweigerer.
Bereits 1971 – kurz vor seiner Entlassung aus der Armee – begann er für das Weiße Haus zu arbeiten. Im Juni 1971 heuerte ihn Dwight Chapin an, damit er in den Wahlbezirken Infiltrierungsleute anwarb. Dafür sollte er 16.000 $ von Nixons persönlichem Rechtsanwalt und Wahlkampfgeldspenden-Organisator Herbert Kalmbach erhalten. Ein weiterer Verbindungsmann zum Weißen Haus war Gordon Strachan, Haldemans Mittelsmann zu CREEP.
Danach warb Segretti unter dem falschen Namen Donald Simmons im ganzen Land junge Leute an, die die demokratischen Wahlkomitees infiltrieren sollten. Angeworben sollten vorwiegend Juristen werden. Er köderte sie mit Aussagen wie „Geld würde keine Rolle spielen, nur wollen die Leute, für die wir arbeiten, selbstverständlich etwas sehen“ und versprach gute Stellungen nach Nixons Wahlsieg. Besonders in Florida konnte Segretti eine effiziente Organisation aufbauen.
Anfang 1972 wurde dann Segretti (mit seinen kleinen Infiltrationsringen) formell an CREEP angegliedert. E. Howard Hunt nahm sich seiner an und gab ihm weitere Anweisungen. Zu diesem Zeitpunkt wusste aber Segretti noch nichts über die Zusammenhänge des Watergate-Einbruchs und die Rolle von Hunt.
Segrettis Höhepunkt war ein gefälschter Brief des demokratischen Kandidaten Edmund S. Muskie (mit seinem Briefkopf), der mit Lügengeschichten an Journalisten und Kongressabgeordneten geschickt wurde. Sie mussten erst mühsam dementiert werden. Ein anderer gefälschter Brief wurde so manipuliert, als ob Muskie seine frankokanadischen Wähler mit dem Schimpfwort Canucks bedachte. Bei weiteren Manipulationen wurde Muskies Stab diskreditiert. Als Muskie bei einer Wahlveranstaltung die Dinge richtigstellen wollte, versagten seine Nerven und er brach öffentlich in Tränen aus. Damit war die Kandidatur Muskies vorbei.
Außerdem wandte Segretti seine Dirty Tricks auch bei dem demokratischen Herausforderer Nixons an, dem Senator George McGovern.
Am 10. Oktober 1973 wurden Donald Segrettis Sabotagefeldzüge erstmals in der Washington Post erwähnt. In seinem Gerichtsverfahren bekannte er sich „schuldig“. 1974 erhielt er eine Haftstrafe von viereinhalb Monaten Gefängnis. Seine Anwaltslizenz wurde ihm für zwei Jahre entzogen.
1995 bewarb er sich für ein Richteramt in Orange County, Kalifornien. Als seine Rolle in der Watergate-Affäre wieder bekannt wurde, zog er seine Kandidatur zurück. Im Jahr 2000 wurde Segretti für die Wahlkampagne John McCains zum Präsidenten (die er allerdings gegen George W. Bush verlor) beschäftigt.
In dem Film „All the President's Men“ (Die Unbestechlichen) von 1976 wird Segretti von Robert Walden dargestellt.